# Frank Pierce
Francis William Pierce (Belfast, 21 de septiembre de 1915-19 de julio de 1999) fue un hispanista [[Irlanda|irlandés}}.
Se formó con Ignacio González-Llubera en Belfast y con Federico de Onís en Nueva York. Fue profesor de español en Liverpool (1939-40), en el Trinity College de Dublín (1940-45) y en Sheffield (1953-80), donde fue el primer ocupante de la cátedra Hughes de español; se jubiló en 1979. Fue Deán de la Facultad de Artes en Sheffield desde 1964 a 1967 y primer presidente de la Anglo-Catalan Society (1955-1957). También fue miembro fundador y presidente de la Association of Hispanists of Great Britain and Ireland, y presidente del comité fundador de la Asociación Internacional de Hispanistas (1971-1973).
Especialista en la literatura de los siglos XV, XVI y XVII, se dedicó sobre todo a la epopeya culta española (Heroic Poems of the Spanish Golden Age, Oxford: Dolphin, 1947, traducido al español como La poesía épica del Siglo de Oro, Madrid: Gredos, 1961); hizo una edición crítica de Os Lusiadas de Camoens (1973), estudios críticos sobre el Amadís de Gaula (1976) y Tirant lo Blanc, y publicó gran número de estudios sobre Diego de Hojeda, Bernardo de Balbuena, Alonso de Ercilla y Miguel de Cervantes, así como reseñas de libros en las más importantes revistas del Hispanismo.
- Datos: Q8962693